# Vassilissa Kójina
Vassilissa Kójina (en rus: Василиса Кожина) (governació de Smolensk, Imperi Rus, c. 1780 - governació de Smolensk, Imperi Rus, c. 1840) va ser una guerrillera russa, que va intervenir com a partisana de la invasió francesa de Rússia de 1812.

## Trajectòria
Filla de pagesos, es va casar amb Maksim Kójin, un starosta (governador o líder de les comunitats pageses eslaves), amb el qual va tenir cinc fills i van viure plegats en una granja de Gorxkov, un poble situat a l'uiezd de Sitxiovski, a la governació de Smolensk. L'agost de 1812, durant la invasió francesa de Rússia, les forces d'ocupació van saquejar el poble i assassinar el seu marit.
Nou dies després del funeral del seu marit, les tropes franceses van reaparèixer i Kójina, escollida starosta pels vilatans, va convidar càlidament els militars a menjar a casa a taula parada. No obstant això, quan els soldats es van emborratxar, va ordenar el tancament de portes i finestres i va calar foc a la barraca amb l'enemic a dins. A partir d'aleshores, va organitzar un destacament partisà a l'uiezd de Sitxiovski, format per pagesos armats amb dalles, forques i destrals que ràpidament van canviar per sabres, llances i fusells. Les seves accions van consistir en l'atac a destacaments poc vigilats de soldats i la destrucció de carruatges utilitzats com a línia de subministrament d'aliments. De vegades, el destacament va participar en operacions conjuntes amb els partisans dirigits per Denís Davídov.
Per aquestes gestes, l'emperador Alexandre I de Rússia li va atorgar una medalla i concedir una recompensa monetària. El 1813, l'artista Aleksandr Smírnov va pintar el seu únic retrat. Després de la guerra, poc més es va saber d'ella més enllà que va tornar a la seva governació natal i va morir cap al 1840. Molts historiadors asseguren que es tracta d'un personatge fictici que evoca la imatge col·lectiva d'una dona partisana durant el conflicte.

## Commemoracions

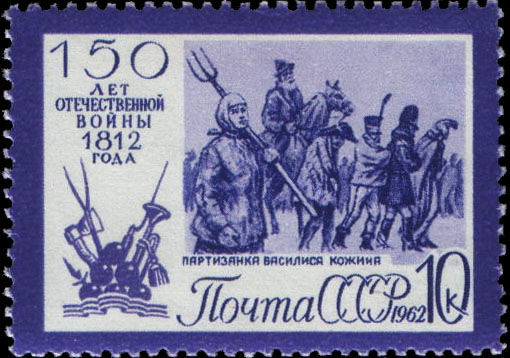
Un segell de correus soviètic, 1962

- Un carrer a Sitxovka duu el seu nom.
- Un carrer a Moscou, prop del Parc Filevski i l'estació de metro Bagrationovskaia, duu el seu nom.
- L'estació de tren Vassilissino, del districte de Gagarinski, a l'óblast de Smolensk, duu el seu nom.
- Hi ha un poble, nomenat en honor seu, a l'óblast de Tver.
- El 1962 va ser emès un segell de correus en honor de «la partisana Vassilissa Kójina».
- Tolstoi acredita la seva valentia al llibre Guerra i pau.

El 2012, en ocasió del 200è aniversari de la Guerra Patriòtica de 1812, l'empresa productora Russian World Studios va contractar al director rus Dmitri Méskhiev per realitzar una sèrie de quatre parts sobre Kójina; no obstant això, el 2014 Anton Sivers va completar la pel·lícula anomenada Vasalisa.